# Derazhnia (huyện)
Huyện Derazhnia (tiếng Ukraina: Деражнянський район, chuyển tự: Derazhnias'kyi raion) là một huyện của tỉnh Khmelnytskyi thuộc Ukraina. Huyện Derazhnia có diện tích 916 kilômét vuông, dân số theo điều tra dân số ngày 5 tháng 12 năm 2001 là 38149 người với mật độ 42 người/km2. Trung tâm huyện nằm ở Derazhnia.